# Llynvi and Ogmore Railway
Die Llynvi and Ogmore Railway war eine britische Eisenbahngesellschaft in Glamorganshire in Wales.

## Geschichte
Die Gesellschaft entstand am 28. Juni 1866 durch die Fusion der breitspurigen Llynvi Valley Railway und der normalspurigen Ogmore Valley Railways.
Das Streckennetz der Gesellschaft reichte von Porthcawl bis nach Dyffryn mit Abzweigen von Tondu nach Bridgend und Nantymoel. Bis 1868 wurden das gesamte Streckennetz dreigleisig ausgebaut. 1872 wurde der Breitspurbetrieb eingestellt. Hinzu kam die Strecke der früheren Ely Valley Extension Railway, die aber nicht mit dem übrigen Netz verbunden war. Die Gesellschaft  schloss deshalb 1872/73 die Lücke zwischen Blackmill und Hendreforgan und verband die beiden Teile. 1873 wurde außer dem eine Bahnstrecke durchs Garw-Tal nach Blaengarw gebaut.
1868 wurden 514301 Tonnen Kohle transportiert.
Ab dem 1. Juli 1873 wurde die Gesellschaft von der Great Western Railway gepachtet und betrieben. Zum 1. Juli 1876 wurde die Cardiff and Ogmore Railway übernommen. 1877/1878 wurde von Dyffryn aus durch den Bau des Cymer-Tunnel die Bahnstrecke bis ins Afan-Tal verlängert und eine Verbindung mit der South Wales Mineral Railway hergestellt.
Bis zum Zeitpunkt als der Hafen in Port Talbot und die Barry Railway ihren Betrieb aufnahmen, florierte der Betrieb der Bahngesellschaft. Danach ging das Verkehrsaufkommen merklich zurück. Am 1. Juli 1883 übernahm die Great Western Railway die Llynvi and Ogmore Railway.

## Lokomotiven
Die Gesellschaft verfügte unter anderem über zwei 1862 von Slaughter, Grunning and Company gebaute Tenderlokomotiven der Achsfolge C mit den Namen ADA und UNA: Dazu kam eine 1863 2'B-Tenderlokomotive, die ebenfalls von Slaughter, Grunning and Company gebaut wurde, mit dem Namen ROSA. 1868 wurde diese Breitspurlokomotiven an die West Cornwall Railway im Tausch gegen Normalspurlokomotiven abgegeben.
Die Great Western übernahm 1873 zwölf Lokomotiven, fünf C-Tenderlokomotiven  aus dem Jahr 1865 von Sharp, Stewart and Company, vier 1-D-Lokomotiven aus 1868 von Robert Stephenson and Company und drei 1871 von Black, Hawthorn & Co.